# Facundo Pellistri
Artikeln följer den spanska namnseden; faderns efternamn är Pellistri och moderns efternamn Rebollo.
Facundo Pellistri Rebollo, född 20 december 2001, är en uruguayansk fotbollsspelare som spelar som yttermittfältare för Panathinaikos och Uruguays landslag. Pellistri tog examen vid Peñarols ungdomsakademi och spelade sammanlagt 37 matcher för klubben. Han blev uttagen i Årets lag i den uruguayanska ligan 2019.

## Klubbkarriär
Efter att ha slagit igenom i Peñarol värvades Pellistri av Manchester United den 5 oktober 2020. Den 31 januari 2021 lånades Pellistri ut till Alavés på ett låneavtal över resten av säsongen 2020/2021. Han återvände till Alavés på ett säsongslån över säsongen 2021/2022.
Den 21 augusti 2024 värvades Pellistri av grekiska Panathinaikos där han skrev på ett fyraårskontrakt.

## Landslagskarriär
Pellistri debuterade för Uruguays landslag den 27 januari 2022 i en 1–0-vinst över Paraguay. Han blev uttagen till Fotbolls-VM i Qatar 2022 där han spelade samtliga tre matcher. I juli 2024 blev han även uttagen till 2024 års upplaga av Copa América.